# Allyson Felix
Allyson Felix (født 18. november 1985 i Los Angeles, USA) er en amerikansk atlet, der hovedsageligt konkurrerer på 200 meter og 400 meter.
Felix slog igennem ved OL i 2004 i Athen, hvor hun vandt sølvmedaljen bag Veronica Campbell på 200 meter. Året efter vandt Felix ved verdensmesterskaberne i Helsinki guld i tiden 22.16 foran landsmanden Rachelle Boone-Smith (22.31) og franske Christine Arron (22.31). Ved VM 2007 i Osaka vandt Felix med hele 53 hundrededele til Veronica Campbell. Hun forsvarede dermed sin verdensmestertitel. Felix' vindertid på 21,81 markerede en ny personlig rekord og var den hurtigste tid i distancen i syv år.
Felix deltog ved sommer-OL 2008 i Beijing, hvor hun blev nummer to efter Veronica Campbell-Brown på 200 meter i tiden 21,93. Hun deltog også på det amerikanske 4x400 meter hold, der vandt OL-guld.
Hun vandt guld ved Sommer-OL 2016.